# Roures dels Vilars de Valldarques
Els roures dels Vilars de Valldarques (Quercus faginea subsp. faginea) són uns arbres que es troben a Valldarques (Coll de Nargó, l'Alt Urgell). Un d'ells, el Roure de Vilars, és el roure de fulla petita amb més perímetre de tot Catalunya.

## Dades descriptives
- Perímetre del tronc a 1,30 m: 7,03 m.
- Perímetre de la base del tronc: 8,78 m.
- Alçada: 21,37 m.
- Amplada de la capçada: 23,67 m.
- Altitud sobre el nivell del mar: 1.039 m.[1]

## Entorn
Entre les feixes velles i fèrtils, hi ha una gran varietat de flora: plantes aromàtiques (com la sajolida, l'espernallac, la farigola, el romaní i l'orenga), d'altres més higròfiles (com la pastanaga borda, l'agrimònia, la llengua de bou i el jonc), arbustos (com l'argelaga, el sanguinyol, el tortellatge i el càdec) i arbres (com el pi roig, la pinassa i els roures).

## Aspecte general
S'aprecia de forma generalitzada certa recessió en molts dels roures remarcables que es troben a la roureda de Valldarques. Quant al roure més gruixut de tots, el Roure de Vilars (del qual són les dades descriptives de l'inici), també presenta mal estat: grans bonys (tumoracions), un estat global força pèssim i una part important del brancatge sec.

## Observacions
Molt proper al roure més gruixut, a peu de pista, hi ha un segon roure que té placa (de fet, només n'hi ha dues a tota la roureda tot i que hi ha dotzenes de roures remarcables). Aquest roure, anomenat Roure de Vilars II, fa 5,43 m a 1,30 m.

## Accés
Cal prendre la carretera L-511, la qual va de Coll de Nargó a Isona. Uns 14 quilòmetres després del poble de Coll de Nargó hi ha un trencall a l'esquerra amb un mas (km 26,5) que indica Valldarques. Per aquesta pista i 3 quilòmetres després de veure molts roures de grans dimensions, a la dreta es podrà distingir el roure més gran (una mica per sota del nostre nivell), en una feixa, i a uns metres pista avall, a l'esquerra, el segon roure amb placa. GPS 31T 0352392 4668662.